# باميلا جيدلي
باميلا جيدلي (بالإنجليزية: Pamela Gidley)‏ (و. 1965 – 2018 م) هي عارضة، وممثلة أفلام، ومشهورة أمريكية، ولدت في ميثيون، توفيت عن عمر يناهز 53 عاماً.

## وصلات خارجية
- باميلا جيدلي على موقع IMDb (الإنجليزية)
- باميلا جيدلي على موقع روتن توميتوز (الإنجليزية)
- باميلا جيدلي على موقع ألو سيني (الفرنسية)
- باميلا جيدلي على موقع قاعدة بيانات الأفلام السويدية (السويدية)
- باميلا جيدلي على موقع قاعدة بيانات الفيلم (الإنجليزية)
- باميلا جيدلي على موقع كينوبويسك (الروسية)
- باميلا جيدلي في قاعدة بيانات الأفلام على الإنترنت